# Siergiej Puzicki
Siergiej Wasiljewicz Puzicki (ros. Сергей Васильевич Пузицкий; ur. 1895 w Łomży, zm. 20 czerwca 1937 w Moskwie) – funkcjonariusz radzieckich służb specjalnych, komisarz bezpieczeństwa państwowego III rangi.

## Życiorys
Syn rosyjskiego pedagoga. W 1914 odbył służbę w rosyjskiej armii, skończył Wydział Prawny Uniwersytetu im. Łomonosowa w Moskwie, od marca 1918 do maja 1920 służył w Armii Czerwonej, od maja 1920 funkcjonariusz Czeki, od 1921 w RKP(b). Od 1 lipca do 26 grudnia 1921 pomocnik szefa Oddziału 16 Specjalnego Wydziału Specjalnego Czeki, od 26 grudnia 1921 do 13 lipca 1922 szef Oddziału 16 Specjalnego Czeki/GPU w Moskwie, od 13 lipca 1922 do 12 czerwca 1930 pomocnik szefa Wydziału Kontrwywiadowczego GPU/OGPU ZSRR, równocześnie od 1 września 1923 do 1 czerwca 1930 pomocnik szefa Wydziału Specjalnego GPU/OGPU ZSRR. Od 12 czerwca do 15 września 1930 zastępca szefa Wydziału Kontrwywiadowczego OGPU ZSRR, od 21 września do 11 października 1930 ponownie pomocnik szefa Wydziału Specjalnego OGPU ZSRR, od 11 października 1930 do 21 marca 1931 zastępca szefa Wydziału Specjalnego OGPU ZSRR, od 21 marca do 5 listopada 1931 zastępca pełnomocnego przedstawiciela OGPU Kraju Północnokaukaskiego, od 17 listopada 1931 do 10 lipca 1934 pomocnik szefa Wydziału Zagranicznego (INO) OGPU ZSRR. Od 10 lipca 1934 do 14 lipca 1935 pomocnik szefa INO Głównego Zarządu Bezpieczeństwa Państwowego, od 14 lipca 1935 do 28 kwietnia 1937 szef Wydziału 3 i zastępca szefa Dmitrowskiego Poprawczego Obozu Pracy NKWD, od 29 listopada 1935 komisarz bezpieczeństwa państwowego III rangi.
9 maja 1937 aresztowany, 19 czerwca 1937 skazany na śmierć, następnie rozstrzelany. 2 czerwca 1956 pośmiertnie zrehabilitowany.

## Odznaczenia
- Order Czerwonego Sztandaru (dwukrotnie - 5 września 1924 i 1934)
- Odznaka "Honorowy Funkcjonariusz Czeki/GPU (V)" (1924)
- Odznaka "Honorowy Funkcjonariusz Czeki/GPU (XV)" (20 grudnia 1932)